# 老上单于
老上单于（？—前160年），攣鞮氏，名稽粥，匈奴單于，冒頓單于之子。公元前174年，冒頓單于病死，稽粥立，號老上單于。

## 簡介
在位时曾攻打月氏，杀了月氏王，並且將月氏王的顱骨作為骷髏杯，占据全部河西地区。始时他与汉朝保持和好，结和亲，娶汉宗室女公主为阏氏（单于妻），收留重用汉使臣中行说，委其教臣下疏记，计课人畜，亲自求教利害得失。漢文帝十一年（前169年），再次侵扰汉朝狄道及诸边地。
老上單于稽粥憑借塞外的地理優勢，看準了漢軍無法遠追匈奴，故而對漢朝採取「敵休我襲，敵進我遁」的游擊政策，發起一些十分突然性的騷擾、入侵、掠奪，使漢朝防守上疲於奔命，每次整頓好兵力求戰匈奴，匈奴就帶著既得的掠奪品逃回塞外，使漢軍求戰不得。最大規模的一次是漢文帝十四年（公元前166年）冬，老上單于揮兵十四萬扰朝那、萧关、北地，直抵彭陽，其先鋒人馬火焚大漢回中宮，兵至甘泉宫（故址在今陕西淳化西北甘泉山），遠哨鐵騎逼近長安。漢文帝大怒，當即部署反擊，以中尉周捨、郎中令張武為將軍，發車千乘，騎十萬，駐軍長安旁以備應戰匈奴。而拜昌侯盧卿為上郡將軍，甯侯魏漱為北地將軍，隆慮侯周灶為隴西將軍，東陽侯張相如為大將軍，成侯董赤為前將軍，大發車騎往擊匈奴。內史欒布亦為將軍。老上單于膽怯，畏懼漢兵人數，避不敢戰，不敢與漢軍進行正面決戰。留塞內月餘後遁逃，漢軍追出塞外後就撤軍了，不能有所殺。
此後數年之間，匈奴又連年入侵，偷襲搶掠雲中、遼東二郡，又及代郡，每年被殺掠人口萬人以上。汉文帝后元二年（前162年），双方遣使致书，而漢朝無奈只得以和親及歲貢安撫匈奴。老上單于也接受了漢朝講和的意見。兩國以長城邊塞為界互不侵擾。漢文帝后四年（前160年），老上單于稽粥病逝，由他的兒子軍臣單于即位。
老上單于稽粥在位十四年，這期間匈奴軍事上空前強大，西面擊走月氏，平定了西域；南方屢破漢朝，使漢朝無計可施。政治上也相對團結，沒有發生內部矛盾。